# Gabor Maté

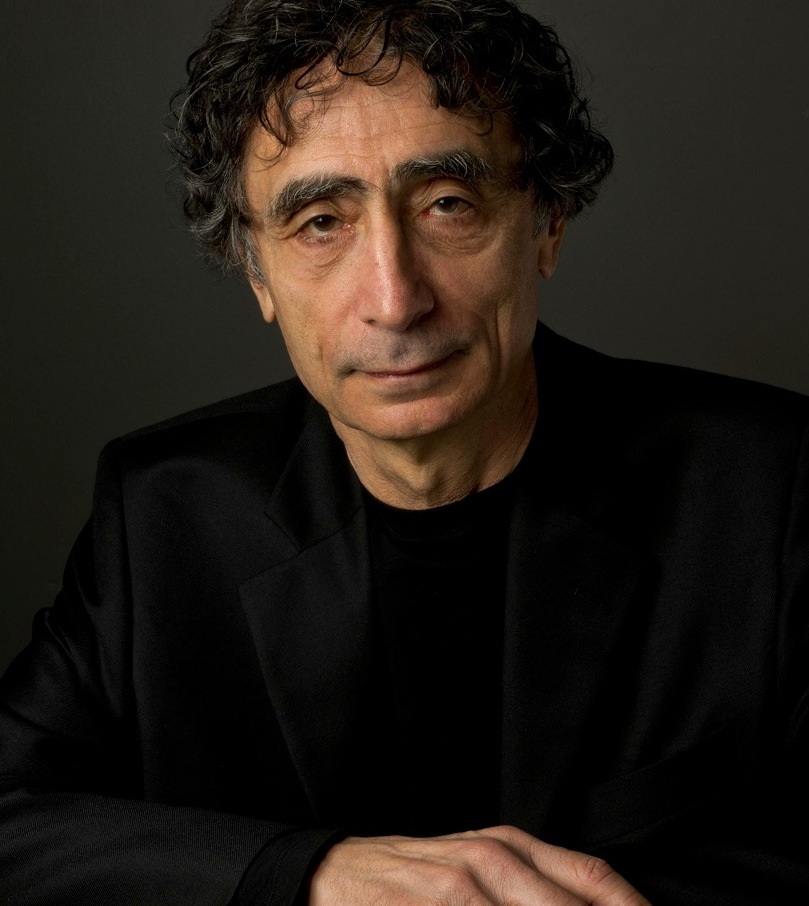
Gabor Maté

Gabor Maté (ur. w styczniu 1944 w Budapeszcie) – kanadyjski lekarz węgierskiego pochodzenia, który specjalizuje się w badaniu i leczeniu uzależnień, a także jest powszechnie znany ze swojego unikalnego spojrzenia na zaburzenie deficytu uwagi ADHD i jego silnie zakorzenionej wiary w związek pomiędzy zdrowiem umysłu i ciała.
Popularny mówca i lider seminariów w powyższej tematyce, jest stałym felietonistą Vancouver Sun i The Globe and Mail.
Autor książek: In The Realm of Hungry Ghosts: Close Encounters With Addiction, Więź. Dlaczego rodzice powinni być ważniejsi od kolegów (Hold On to Your Kids: Why Parents Need to Matter More Than Peers, wspólnie z psychologiem Gordonem Neufeldem), Ciało a stres – jak uniknąć fizycznych kosztów ukrytego stresu (When the Body Says No: The Cost of Hidden Stress), Scattered Minds: A New Look at the Origins and Healing of Attention Deficit Disorder, The Myth of Normal: Trauma, Illness, and Healing in a Toxic Culture..
W 2018 odznaczony Orderem Kanady.

## Filmografia
Gabor Maté w kilku filmach jako prelegent:
- 2010 : Streets of Plenty (wywiad)
- 2010 : Vine of the Soul: Encounters with Ayahuasca
- 2011 : Zeitgeist: Moving Forward
- 2012 : The House I Live In
- 2013 : The Adventures of Dr. Crackhead
- 2013 : Neurons to Nirvana
- 2014 : The Culture High
- 2015 : A Walk Through the Tenderloin: The Invisible Class
- 2016 : The Invisible Class
- 2016 : Crow (w produkcji)